# Racim Benyahia
 (décembre 2018).
Pour les articles homonymes, voir Benyahia.
Benyahia Racim Bey (arabe : بن يحيى رسيم باي), 1er novembre 1987 à Constantine, est un auteur de bande dessinée algérien.
Racim Benyahia est détenteur du 1er prix réservé à la meilleure affiche au 5e Festival international de bande dessinée d'Algérie, FIBDA (2012,,).
Il avait également été primé lors de la quatrième version de ce festival international en 2011.

## Constantine 1836
En 2017, à l'occasion du salon annuel du Maghreb des livres à Paris, un événement dont il a conçu l'affiche officielle, Racim Benyahia a présenté son premier ouvrage de bande dessinée, Constantine 1836 (Dalimen éditions, 2016). Le livre illustre la première bataille de Constantine qui eut lieu en 1836, mettant en scène la résistance d'Ahmed Bey face aux armées coloniales menées par le maréchal Clausel,.
L'auteur a insisté sur le fait que, malgré une touche personnelle, il est resté "fidèle" aux récits et aux écrits relatifs à cette bataille importante dans l'histoire de la France et l'Algérie.

## Famille
Il est le fils de l'artiste-peintre et sculpteur Ahmed Benyahia et le neveu de l'artiste Samta Benyahia.